# Глейк, Джеймс
Джеймс Глейк (Глик) (James Gleick; род. 1 августа 1954, Нью-Йорк) — американский писатель и журналист, пишущий главным образом в тематиках, связанных с наукой и современными технологиями. Автор бестселлеров, книги которого переводились на более чем 30 языков. Самая известная книга — «Хаос. Создание новой науки». Среди прочего были отмечены Royal Society Prize for Science Books и PEN/E. O. Wilson Literary Science Writing Award (обеими — в 2012).

## Биография
Старший брат эколога Питера Глейка.
Окончил Гарвард-колледж (бакалавр английской филологии, 1976), после чего принимал участие в попытке, оказавшейся неуспешной, основать газету в Висконсине. Затем на протяжении десяти лет репортёр, а также редактор «Нью-Йорк таймс». В 1989—1990 гг. именной заслуженный лектор (McGraw Distinguished Lecturer) Принстонского университета. В 1993 году основатель одного из первых интернет-сервисов Pipeline, которым руководил до его покупки компанией PSINet в 1995 году.
Публикуется в New York Review of Books, New York Times, New York Magazine.
В 2017 году избран президентом Authors Guild.
Автор семи книг в жанре нон-фикшн. Автор биографий Ричарда Фейнмана и Исаака Ньютона, включавшихся в шорт-лист Пулитцеровской премии. Его первая книга «Хаос. Создание новой науки» (1987) стала финалистом Национальной книжной премии и была переведена на 25 языков.
Его последняя книга — «Time Travel: A History» (2016).
Вместе со своей супругой Cynthia Crossen проживает в Гудзонской долине (Нью-Йорк).